# Dave Mills
David Lee Mills, detto Dave (Columbus, 11 giugno 1940 – 22 giugno 2001), è stato un cestista statunitense, professionista nella ABL.

## Carriera
Dopo due stagioni alla Seattle University venne selezionato dai Syracuse Nationals all'ottavo giro del Draft NBA 1961 (73ª scelta assoluta).
Giocò per due stagioni nella ABL, per gli Hawaii Chiefs e per gli Oakland Oaks.